# Sexy Zone CHANNEL
『Sexy Zone CHANNEL』（セクシーゾーンチャンネル）は、2014年2月26日からフジテレビTWOで放送されたバラエティ番組で、Sexy Zoneの初レギュラー冠番組。略称は「セクチャン」。
放送終了は正式に発表されておらず、以降は放送未定である。

## 概要
Sexy Zoneの5人が様々な「初体験」に挑戦する体験型ロケバラエティ。フジテレビTWOほか、NOTTV、BSスカパー!で放送。
NOTTVの放送では、オリジナル企画が放送される。BSスカパーでの放送はリピート放送。

## 放送内容
※放送日はフジテレビTWOでの放送分
| 放送回 | 放送日※       | 放送内容                                       | エンディング                          | 備考                                         |
| ------ | ------------- | ---------------------------------------------- | ------------------------------------- | -------------------------------------------- |
| #1     | 2014年2月26日 | ボルダリングに挑戦                             | We Gotta Go （Sexy Zone）             |                                              |
| #2     | 3月12日       | ゴーカート対決                                 | We Gotta Go （Sexy Zone）             |                                              |
| #3     | 3月26日       | サプライズ！○○会                               | Congratulations （中島・菊池・佐藤）  | 中島・菊池・マリウスの誕生日会（焼肉）       |
| #4     | 4月9日        | ダブルダッチに挑戦！ 前編                      | We Gotta Go （Sexy Zone）             |                                              |
| #5     | 4月23日       | ダブルダッチに挑戦！ 後編                      | We Gotta Go （Sexy Zone）             |                                              |
| #6     | 5月7日        | テンション上がる○○教えます！                   | We Gotta Go （Sexy Zone）             | オススメDVD・マンガ（TSUTAYA）               |
| #7     | 5月21日       | スカッシュで汗をかけ！                         | We Gotta Go （Sexy Zone）             |                                              |
| #8     | 6月4日        | ○○とシンクロしよう会！                         | King & Queen & Joker （Sexy Zone）    | 勝利のための焼き鳥パーティー                 |
| #9     | 6月18日       | ギョギョギョな5人！                            | King & Queen & Joker （Sexy Zone）    | フィッシングに挑戦                           |
| #10    | 7月2日        | 初めての○○で癒されよう！                       | King & Queen & Joker （Sexy Zone）    | 富士サファリパークで癒しロケ                 |
| #11    | 7月16日       | 5人の○○を調べよう！ 前編                       | King & Queen & Joker （Sexy Zone）    | ご褒美を賭けた体力測定                       |
| #12    | 7月30日       | 5人の○○を調べよう！ 後編                       | King & Queen & Joker （Sexy Zone）    | ご褒美を賭けた体力測定                       |
| #13    | 8月13日       | ○○はアイドルの命                               | King & Queen & Joker （Sexy Zone）    | 美容師体験・ロッテとコラボ企画（コラボガム） |
| #14    | 8月27日       | エッ！？○○で1時間？                            | King & Queen & Joker （Sexy Zone）    | 足つぼで1時間                                |
| #15    | 9月10日       | ○○センス対決！                                 | King & Queen & Joker （Sexy Zone）    | ヴィレッジヴァンガードでお買い物             |
| #16    | 9月24日       | 5人で水いらず東京観光！                        | 男 never give up （中島・菊池・佐藤） | スカイバスで東京観光                         |
| #17    | 10月8日       | 滴る男たち                                     | 男 never give up （中島・菊池・佐藤） | キャニオニングに挑戦                         |
| #18    | 10月22日      | 5人が本当に知りたい○○の事 前編                 | 男 never give up （中島・菊池・佐藤） | 恋愛抜き打ちテスト                           |
| #19    | 11月5日       | 5人が本当に知りたい○○の事 後編                 | 男 never give up （中島・菊池・佐藤） | 恋愛抜き打ちテスト・メンタリズムで恋愛攻略   |
| #20    | 11月19日      | 転がす5人                                      | Shout!! （Sexy Zone）                 | 佐藤・松島の誕生日会（ボウリング）           |
| #21    | 12月3日       | ○○で遊びまくり！でも…                          | 君にHITOMEBORE （中島・菊池・佐藤）   | 富士急ハイランドで川柳に挑戦                 |
| #22    | 12月27日      | Are youマリウス？                              | 君にHITOMEBORE （中島・菊池・佐藤）   | 富士急ハイランド 後編                        |
| #23    | 2015年1月7日  | 謹賀新年！5人にお年玉企画！？                  | 君にHITOMEBORE （中島・菊池・佐藤）   | 新年会で食べ放題                             |
| #24    | 1月21日       | 裸一貫！涙の寒稽古 前編                        | Silver Moon （Sexy Zone）             | 相撲部へ体験入部                             |
| #25    | 2月4日        | 裸一貫！涙の寒稽古 後編                        | 君にHITOMEBORE （中島・菊池・佐藤）   | 相撲部へ体験入部                             |
| 特別編 | 2月11日       | 初めての5人旅 東北弾丸ツアー!!                 | We Gotta Go （Sexy Zone）             |                                              |
| #26    | 2月18日       | セクチャン1周年！メンバーサプライズ マル秘企画 | We Gotta Go （Sexy Zone）             | 1年間を写真で振り返ろう！                    |
|        | 3月1日        | 東北弾丸ツアー完全版                           | We Gotta Go （Sexy Zone）             |                                              |

## 映像化
Sexy Zone初のベストアルバム『Sexy Zone 5th Anniversary Best』初回限定盤B特典DVDに収録された（詳しくはそのページを参照）。

## スタッフ
- ナレーション：田子真琴
- 企画統括：井上信悟
- 構成：小山賢太郎、奈佐はぢめ、田中淳也
- CAM：五十嵐陽、柴田優
- AUD：谷口健二
- 技術協力：スウィッシュ・ジャパン
- MA：曽田玲衣奈
- 音効：木戸茜（ZACK）
- 制作協力：Johnny H.Kitagawa
- 協力：ジャニーズ事務所、ポニーキャニオン、COLLAGE
- 映像協力：アリティーヴィー
- 美術：森つねお（テレビ朝日クリエイト）
- スタイリスト：津野真吾
- メイク：佐々木一憲
- アシスタントプロデューサー：小島拓也、武内由加里
- ディレクター：松本博樹、大馬渡伸、武田治
- 演出：和田英智
- プロデューサー：松尾拓、藤田賢城、和田嘉吉郎、馬場哉
- 企画・プロデュース：赤松勇介
- 制作協力：BERMUDA
- 制作・著作：フジテレビ、NOTTV、スカパー！